# Жінки в народних зборах
«Жінки́ в Наро́дних збо́рах» — п'єса давньогрецького поета і драматурга  Арістофана, написана близько 392 до н. е.
Праксагора («Та, що збирає раду») і її подруги, переодягшись чоловіками, приходять в Народні збори і проводять рішення, відповідно до якого управління державою переходить до них. Вони встановлюють в Афінах «комуністичну» систему, при якій, між іншим, пропонується, щоб юнаки надавали літнім жінкам не меншу увагу, ніж молодим. Зрозуміло, це породжує різні проблеми, але п'єса завершується традиційним святом. Вона належить уже жанру середньої комедії, оскільки не має парабаси (хору, який звертається до публіки) і взагалі роль хору в ній вкрай урізана.